# Eyyvah Eyvah 3
Eyyvah Eyvah 3 ist ein türkischer Spielfilm des Regisseurs Hakan Algül aus dem Jahr 2014. Es ist die Fortsetzung von Eyyvah Eyvah 2.

## Handlung
Hüseyin Badem hat es mithilfe seiner Freundin Firuzan und weitere Familienmitglieder geschafft, Müjgan zu heiraten. Hüseyin und Müjgan bereiten sich auf ihr Kind vor. Für Hüseyin ist es nicht leicht, da er für das erwartete Kind Geld braucht. In der Nacht spielt Hüseyin mit seiner Klarinette, damit er dafür Geld bekommt. Seine beste Freundin Firuzan setzt ihr Leben in Istanbul fort, dadurch will sie  berühmt werden.

## Rezeption
„[…] Zweite Fortsetzung der türkischen Komödienreihe „Eyyvah Eyvah“ um einen naiven Musiker und eine alternde Nachtclub-Diva. Diesmal wird der Musiker von seinem Schwiegervater zur Arbeit im Ordnungsamt verdonnert, während die Diva Ärger mit ihrem Liebhaber hat. Weitere Verwicklungen ergeben sich durch einen zwielichtigen Kulturmanager und die Mafia. Ein gagreicher, auch im dritten Aufguss noch unterhaltsamer Spaß, der im Vergleich zu den Vorgängern allerdings deutlich braver und weniger hintersinnig ausfällt.“